# نیل باکلی
نیل باکلی (انگلیسی: Neil Buckley؛ زادهٔ ۲۵ سپتامبر ۱۹۶۸) بازیکن فوتبال اهل بریتانیا است.
از باشگاه‌هایی که در آن بازی کرده‌است می‌توان به باشگاه فوتبال هال سیتی و باشگاه فوتبال برنلی اشاره کرد.